# 몰카

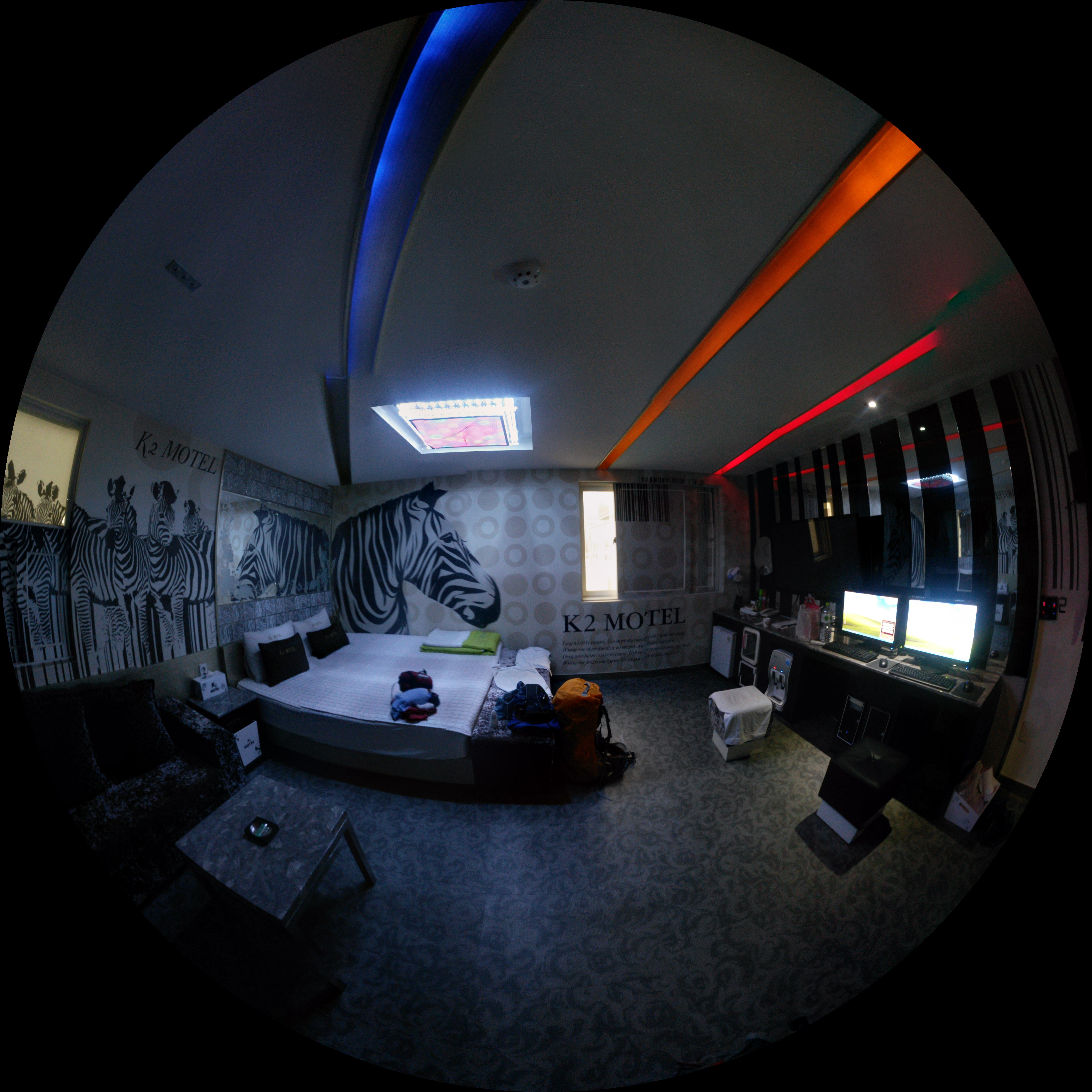
한국의 모텔 객실 전경, 명시적인 영상을 얻기 위한 스파이캠 설치 가능 장소

몰카는 관음증적인 이미지와 비디오를 포착하기 위해, 종종 몰래 그리고 불법적으로 설치된 몰래 카메라 또는 미니어처 스파이 카메라의 한국어 용어이다. 몰카는 교활한 카메라를 의미하는 몰래카메라의 약어이다. 그 표현은 1991년 3월부터 1992년 11월까지 존재했던 한국의 장난 TV 프로그램의 동음이의 제목에서 비롯되었다. 이것은 그 용어가 장난과 스파이 카메라를 동시에 나타내도록 만든다.
한국에서 스파이 카메라는 2010년대에 확산되었고, 여성 공중 화장실과 모텔 방과 같은 장소의 작은 구멍이나 벽의 틈에 가장 흔하게 설치된다. 관음증 이미지와 비디오는 카메라에 있는 사람들이 알지 못하거나 동의하지 않고 트위터와 텀블러와 같은 유명한 소셜 미디어 사이트를 포함한 다양한 플랫폼에서 온라인으로 판매된다. '몰카'는 실제 카메라뿐만 아니라 나중에 온라인에 게시되는 영상을 모두 지칭할 수 있다. 한국의 고도로 디지털화된 사회는 몰카 영상이 한번 유포되면 쉽게 유포되고 제거하기 어렵게 만든다.
2011년 이후 스파이 카메라 사건이 급증하면서, 한국에서는 몰카 범죄가 여성주의 시위와 #미투의 주요 지점이 되었다. 몰카 범죄의 피해자는 여성이 압도적으로 다수를 차지하고, 가해자는 남성이 절대 다수를 차지한다. 몰카 범죄의 기소율은 낮고, 벌금형이나 징역형을 통한 처벌은 한국 법에 명시된 것보다 실무에서 취약하다. 많은 여성들과 비평가들은 몰카 범죄와 이에 대한 조치의 부재가 한국의 여성에 대한 왜곡된 젠더 폭력의 산물이며, 법 집행 체계의 결함이라고 말한다.
2021년 6월, 휴먼라이츠워치는 디지털 성범죄에 대한 스파이캠 사용을 주도한 대한민국을 선정했다.

## 같이 보기
- 리벤지 포르노